# Jonathan Leslie
Jonathan Leslie (* 13. Dezember 1950 in Kasulu, Tansania) ist ein ehemaliger englischer Squashspieler.

## Karriere
Jonathan Leslie war vor allem in den 1970er-Jahren als Squashspieler aktiv.
Mit der britischen Nationalmannschaft nahm er 1976, 1977 und 1979 an der Weltmeisterschaft teil. 1976 und 1979 wurde er mit der Mannschaft Weltmeister. 1976 setzte er sich mit Großbritannien in der Finalgruppe durch, während es 1979 zu einem Finalspiel gegen Pakistan kam. Leslie gewann seine Finalpartie gegen Atlas Khan in fünf Sätzen. Bei Europameisterschaften wurde er mit der Nationalmannschaft von 1975 bis 1978 viermal in Folge Europameister.
1976 stand er ein einziges Mal im Hauptfeld der Einzelweltmeisterschaft. Dort schied er in der ersten Runde aus. Die britische Meisterschaft entschied er 1974 und 1976 für sich.

## Erfolge
- Weltmeister mit der Mannschaft: 1976, 1979
- Europameister mit der Mannschaft: 4 Titel (1975−1978)
- Britischer Meister: 1974, 1976